# テンプテーション! - 誘惑 -
ロマンチック・レビュー『テンプテーション! - 誘惑 -』（テンプテーション ゆうわく、英：Temptation）は、宝塚歌劇団宙組で上演されたレビュー作品。24場。
作・演出は岡田敬二。作曲・編曲は吉崎憲治、甲斐正人。 制作・著作は宝塚歌劇団。
併演作品は『白昼の稲妻』。

## 概要
ロマンチック・レビュー第15弾になる作品は題名のとおり、誘惑をテーマに大人の愛の魅力を描いた。ポスター写真は篠山紀信が担当した。

## 公演期間と公演場所
- 2003年10月3日 - 11月17日　宝塚大劇場[1]
- 2004年1月2日 - 2月1日　東京宝塚劇場[1]

## 場面
※配役は宝塚のもの。
序章
- 音楽：吉崎憲治
- 振付：羽山紀代美

幕が上がると、深い深いエデンの森が広がる。真っ赤なリンゴが実っているのが見える。上方より蛇の精が歌いながらブドウの蔓を伝って降りてくる。
- セレモニーの歌手 - 水夏希

第一章　プロローグ
- 音楽：吉崎憲治
- 編曲：脇田稔
- 振付：羽山紀代美

豊穣なエデンの園。人々はアダムの登場を待つ。
- アダム - 和央ようか
- イブ - 花總まり
- プロローグの男S1 - 初風緑
- プロローグの男S2 - 水夏希
- プロローグの男S3 - 大和悠河
- プロローグの女S1 - 出雲綾
- プロローグの女S2 - 彩乃かなみ

第二章　デュエット (You are my home)
- 音楽：吉崎憲治
- 振付：御織ゆみ乃

淑女が切ない恋、抑えきれない情熱を歌う。やがて、紳士が登場。二人で「かけがえのない恋」について歌う。
- 歌う紳士 - 和央ようか
- 歌う淑女 - 花總まり

第三章　プロボガメ（挑発）
- 音楽：甲斐正人
- 振付：室町あかね

現代のラテン・ファッションを着た青年が魅惑的な娘について歌うと、一人の魅惑的な娘が挑発するように現れる。
- ラテンラバー（フリオ） - 初風緑
- ラテンフィーバー女（ペネロペ） - 大和悠河

第四章　ヒート･アップ
- 音楽：甲斐正人
- 振付：室町あかね

場所はフロリダ州のナイトクラブ。ラテンラバー達がヒート・アップした熱い歌と踊りを繰り広げられる。
- リッキー - 和央ようか
- ペネロペ - 大和悠河
- ベルナルド - 水夏希
- フリオ - 初風緑
- グロリア - 彩乃かなみ

第五章　インドシナ
- 音楽：吉崎憲治
- 振付：羽山紀代美

ベトナムの朝。シクロに乗った一人の紳士・グェンが15年前の悲恋を想い出す。
- グェン - 和央ようか
- スー・リン（花嫁）、花売り娘 - 花總まり
- 花婿 - 遼河はるひ
- アオザイの娘A - 彩乃かなみ

第六章　パーフェクト・マン
- 音楽：高橋城
- 振付：大谷盛雄

ラップ風の曲で3人の青年が「自分こそ完全なプレイボーイ、パーフェクト・マン」だと歌う。
- ジェームス - 初風緑
- ローレンス - 水夏希
- ウイリアム - 大和悠河

第七章　熱愛のボレロ
- 音楽：吉崎憲治
- 編曲：脇田稔
- 振付：羽山紀代美

一人の歌手が歌い、情熱的な踊りが繰り広げられる。
- 情熱のボレロの歌手、踊る男S - 和央ようか
- 踊る女S - 花總まり
- 踊る男 - 寿つかさ、水夏希、大和悠河、遼河はるひ
- 踊る女 - 貴柳みどり、彩乃かなみ、芽映はるか、美羽あさひ
- 歌う女 - 出雲綾

<間奏曲>　誓い
- 音楽：高橋城
- 振付：大谷盛雄

情熱的に恋の"誓い"（フレメント）を歌う。
- フレメント（歌う男）：初風緑

第八章　ロケット
- 音楽：高橋城
- 振付：大谷盛雄

「TEMPTATION」の文字が輝く中での、ロケットダンス。
第九章　フィナーレ(1)　テンプテーション
- 音楽：吉崎憲治
- 編曲：脇田稔
- 振付：羽山紀代美

"テンプテーション"の曲にのって、燕尾服の男が大階段で踊る。
- テンプテーションの歌手 - 和央ようか
- 踊る淑女 - 花總まり

第十章　フィナーレ(2)　パレード
- 音楽：高橋城
- 振付：御織ゆみ乃

黒い大階段。テーマ曲によるパレード。
- フィナーレの紳士S1 - 和央ようか
- フィナーレの淑女S1 - 花總まり
- フィナーレの紳士S2 - 初風緑
- フィナーレの紳士S3 - 水夏希
- フィナーレの紳士S4 - 大和悠河
- フィナーレの淑女S2 - 出雲綾
- フィナーレの淑女S3 - 彩乃かなみ
- フィナーレの淑女S4 - 美羽あさひ
- フィナーレの紳士A - 遼河はるひ、悠未ひろ

## 出演
- 和央ようか
- 花總まり

- 初風緑（専科所属）
- 安蘭けい（星組所属）※東京公演のみ
- 水夏希
- 大和悠河
- 遼河はるひ
- 彩乃かなみ

他、宝塚歌劇団宙組生徒。

## スタッフ
宝塚大劇場公演のデータ
- 作･演出：岡田敬二[5][6]
- 作曲[5][6]・編曲[5][6]：吉崎憲治、高橋城、甲斐正人
- 編曲：脇田稔[5][6]
- 音楽指揮：御﨑惠[5][6]
- 振付[5][6]：羽山紀代美、室町あかね、大谷盛雄、御織ゆみ乃
- 装置：大橋泰弘[5][6]
- 衣装：任田幾英[5][6]
- 照明：勝柴次朗[5][7]
- 音響：切江勝[5][7]
- 小道具：石橋清利[5][7]
- 効果：原田健二[5][7]
- 訳詞：平野恵子[5][7]
- 歌唱指導：岡﨑亮子[5][7]
- 演出補：中村一徳[5][7]
- 演出助手：稲葉太地[5][7]
- 振付助手：仲本智代[5]
- 装置助手：國包洋子[5]
- 衣装補：河底美由紀[5]
- 照明助手：氷谷信雄[5]
- 舞台進行：日笠山秀観[5][7]
- 舞台美術製作：株式会社 宝塚舞台[5]
- 演奏：宝塚歌劇オーケストラ[5]
- 制作：福嶋康徳[5][7]
- 制作・著作：宝塚歌劇団